# رومئو کوربو
رومئو کوربو (انگلیسی: Romeo Corbo؛ زادهٔ ۲۰ ژانویهٔ ۱۹۵۲) بازیکن فوتبال سابق اهل اروگوئه است.
از باشگاه‌هایی که در آن بازی کرده‌است می‌توان به باشگاه فوتبال پنیارول، باشگاه فوتبال مونتری، و تیم ملی فوتبال اروگوئه اشاره کرد.
وی همچنین در تیم ملی فوتبال Uruguay بازی کرده‌است.